# Naypyidaw
Naypyidaw eller Pyinmana er hovedstaden i Burma (Myanmar). Hovedstaden blev flyttet hertil fra Rangoon (Yangon) d. 7. november 2005. Byen har 1.160.242(2014) indbyggere.
Naypyidaw blev bygget på kort tid i svært tilgængelig jungleterræn i det indre af landet nær Pyinmana, som i dag indgår i unionsterritoriet. Den 6. november 2005 indledte den styrende militærjunta flytningen af regeringsfunktioner. I 2007 var alle dele af landets administration inklusive personel i den nye by. Naypyidaw udgør siden 29. maj 2008 et administrativt unionsterritorium i Burma. Navnet på byen betyder omtrent "den kongelige by" eller "kongernes bolig", men der findes ingen kobling til landetes historiske kongedømme.

## Administrativ inddeling
Naypyidaws unionsterritorium er inddelt i følgende otte kommunale distrikter (myo ne) (med befolkning 2011):
- Det Khi Na, 28.565 indbyggere
- Lewe, 263.892 indbyggere
- Oke Ta Ra, 57.087 indbyggere
- Poke Ba, 79.491 indbyggere
- Pyinmana, 156.701 indbyggere
- Tatkon, 199.773 indbyggere
- Za Bu, 72.837 indbyggere
- Zay Yar, 75.272 indbyggere

Naypyidaw er planlagt i forskellige zoner, og bebyggelsen er relativt spredt og opdelt i de forskellige områder.

## Historie
Naypyidaw har en kort historie siden bygningen af byen først begyndte i 2002. Man startede på den bare mark ca. 3 km vest for den eksisterende by Pyinmana, and ca 320 km nord for Yangon. Mindst 25 byggefirmaer blev hyret af militærjuntaen til at bygge byen, heriblandt Asia World og Htoo Ltd. Militærjuntaen begyndte at flytte ministerier fra Yangon til Naypyidaw den 6. november 2005 på den astrologisk gunstige tid 6:37 a.m. Fem dage senere den 11. november kl 11 a.m., forlod konvoj nummer to med 1.100 militære lastbiler indeholdende 11 bataljoner og 11 ministerier Yangon. Ministerierne forventedes at være stort set på plads med udgangen af februar 2006. Den hastige flytning førte dog til en mangel på skoler og anden infrastruktur hvilket førte til adskillelse af de offentligt ansatte fra deres familier. Regeringen forbød først familier til de offentligt ansatte af flytte til den nye hovedstad.

## Demografi
Naypyidaw havde 933 618 indbyggere 2011, hvoraf 193 392 indbyggere (20,7 procent) var bybefolkning og 740 226 indbyggere (79,3 procent) var landsbybefolkning. Af den totale befolkning var 456 843 indbyggere (48,9 procent) mænd og 476 775 indbyggere (51,1 procent) kvinder. 281 423 indbyggere (30,1 procent) var under 15 år, 492 553 indbyggere (52,8 procent) var 15 till 49 år.

## Byplanlægning
Naypyidaw er organiseret i et antal zoner. I dag (2011) mangler byen stadig mange af de faciliteter man ville forvente af en hovedstad.

### Beboelseszoner
Beboelseszonerne er minutiøst organiserede og lejligheder er tildelt i følge rang og ægteskabelig status.Living in a ghost town. Bangkok Post. 18 October 2009.</ref> /> Byen har i dag (2011) 1.200 fire-etagers lejlighedsblokke. Tagene på lejlighedsbygningerne er farvekodede ud fra beboernes job; ansatte hos Sundhedsministeriet bor fx i bygninger med blåt tag og ansatte hos Landbrugsministeriet bor i bygninger med grønt tag. Højtstående embedsmænd bor i palæer, som der er ca. 50 af. Mange af byens indbyggere bor dog i slumbyer.

### Militær zone
Højtstående officerer og andre nøgleembedsmænd bor ca. 11 km fra almindelige regeringsansatte i et kompleks som siges at bestå af tunneler og bunkere i et område, som offentligheden ikke har fuld adgang til. Byen huser ligeledes en militærbase, hvor kun militæret har adgang. I militærzonen har vejene otte spor for at tillade små fly at lande.

### Hotelzone
Hotelzonen har en håndfuld villalignende hoteller beliggende på de bakkede forstæder af byen. Der er pr. 2013 tolv hoteller i eller nær Naypyidaw. otte af dem ligger indenfor Naypyidaw hotel zone og ligger i Laeway (Lewe) ved vejen mellem Yangon og Mandalay.
348 hoteller og 442 overnatningssteder er ved at blive bygget for at kunne huse atletik tilskuerne til 2013 Southeast Asian Games, der vil finde sted i Naypyidaw.

### Shopping
Naypyitaw Myoma markedet er i øjeblikket det handelsmæssige centrum for byen.
Andre indkøbsområder inkluderer Thapye Chaung markedet og Junction Centre Naypyidaw. Bygget af Shwe Taung Development og færdiggjort i august 2009 er Junction Centre hovedstadens første privatdrevne indkøbscenter. Der er ligeledes lokale markeder og et restaurantområde.

### Fritid
Ngalaik søhaver er et lille vandland , der ligger langs Ngalaik søen (ca 10 km fra Naypyidaw). Vandlandet åbnede i 2008 og har bl.a. faciliteter som vandrutschebaner, naturområder, overnatningsmuligheder og en strand. Vandlandet er åbent for publikum under Thingyan ferien.